# Paraplatypeza bicincta
Paraplatypeza bicincta is een vliegensoort uit de familie van de breedvoetvliegen (Platypezidae). De wetenschappelijke naam van de soort is voor het eerst geldig gepubliceerd in 1941 door Szilady.